# Asphodelus macrocarpus
L'asfodelo montano (Asphodelus macrocarpus Parl.) è una pianta erbacea perenne appartenente alla famiglia delle Asphodelaceae.

## Etimologia
Il nome del genere deriva dal greco ἀσφόδελος (asphódelos), nome usato dagli antichi greci che ritenevano queste piante presenti nei prati dell'Averno.

## Descrizione

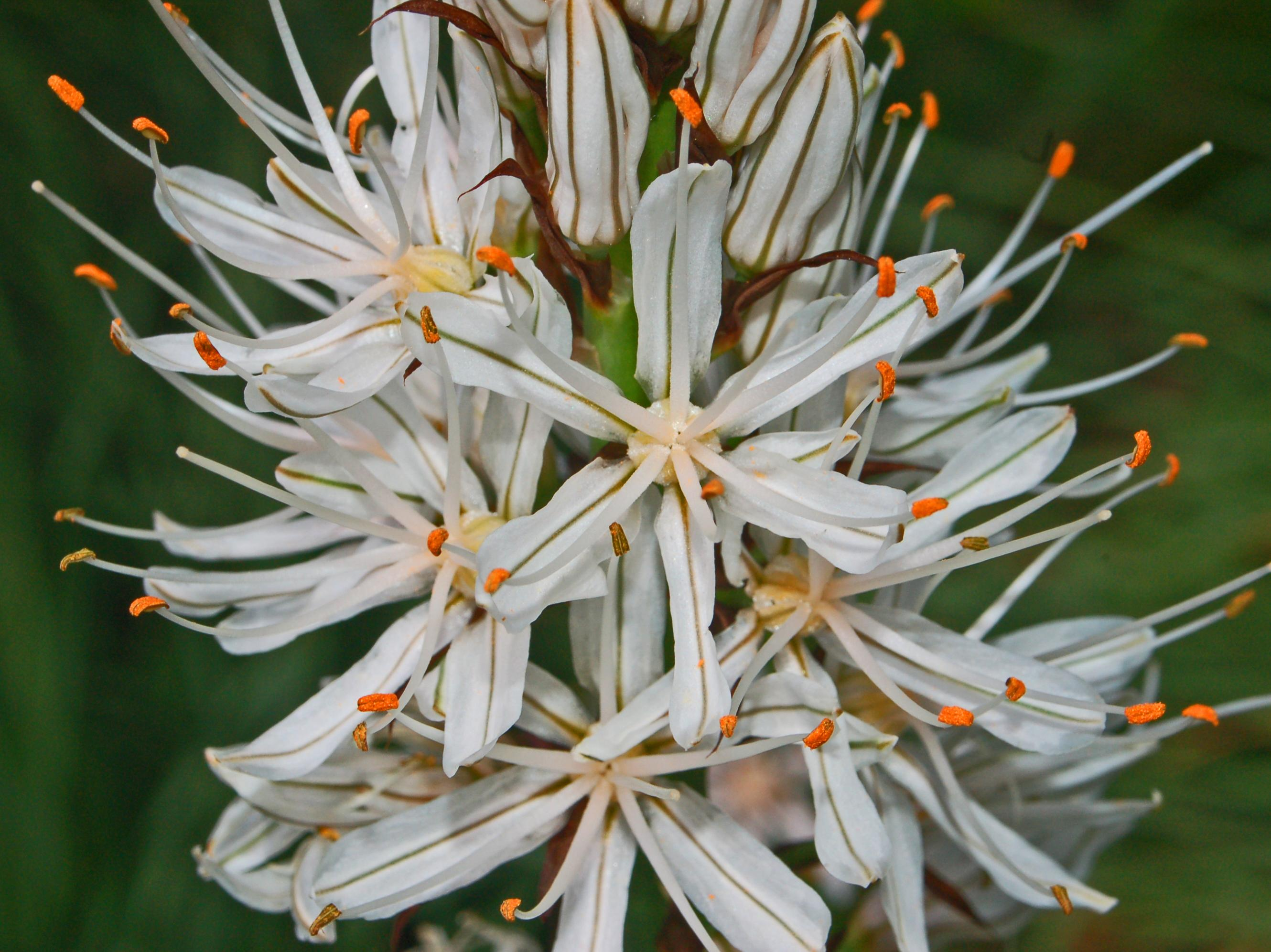
Dettaglio dell'infiorescenza

Pianta perenne, glabra, alta 6 - 12 dm; rizomi ingrossati e allungati; fusto eretto; afillo, semplice cilindrico; foglie basali nastriformi, larghe 2-4-cm e lunghe fino a 60–70 cm, facilmente ripiegate a metà; racemo apicale denso e allungato, cilindrico, alla base con qualche accenno di rametti; fiori (diametro 4 cm), con tepali lineari spatolati, bianche con venatura centrale verde.
Fiorisce da maggio a giugno.

## Distribuzione e habitat
Pascoli e forre da 700 a 1800 m. È diffusa nei principali gruppi montuosi italiani, ma è poco comune.

## Usi
Usata fin dall'antichità, Mattioli scrive che le radici, in decotto, "scaldano", sono diuretiche ed emmenagoghe. Per uso esterno le consigliava inoltre per ulcere e infiammazioni ai seni e ai testicoli. Nelle tradizioni popolari il tubero fresco, unito a cipolla, veniva usato per l'alopecia. I fiori e i tubercoli schiariscono la pelle e venivano utilizzati freschi per nascondere le efelidi.